# 美山町立柿野小学校
美山町立柿野小学校（みやまちょうりつ かきのしょうがっこう）は、かつて岐阜県山県郡美山町（現・山県市）に存在した公立小学校。

## 概要
- 美山町柿野（旧・武儀郡乾村柿野）のうち、柿野洞(伊谷、下村、落合、米野、西洞、東洞)が校区であった。1997年に乾小学校[注釈 2]に統合され廃校。
- 体育館は2018年現在、柿野交流センター体育館として使用されている。

## 沿革
- 1873年（明治6年） - 日永村に鋳陶学校として開校。
- 1879年（明治12年） - 第一分場と第二分場が統合され、鋳陶小学校柿野分校となる。
- 1886年（明治19年） - 鋳陶小学校柿野分校が分離独立し、柿野簡易小学校となる。
- 1888年（明治21年） - 柿野村字西洞に西洞分教場を設置する。
- 1889年（明治22年）4月1日 - 武儀郡日永村、船越村、出戸村、相戸村、柿野村が合併し、武儀郡乾村が発足。
- 1902年（明治35年） - 柿野尋常小学校に改称する。
- 1941年（昭和16年）4月1日 - 柿野国民学校に改称する。
- 1947年（昭和22年）4月1日 - 乾村立柿野小学校に改称する。
- 1955年（昭和30年）4月1日 - 山県郡富波村、谷合村、葛原村、北山村、北武芸村、西武芸村、および武儀郡乾村が合併し、美山村が発足。同時に美山村立柿野小学校に改称する。
- 1964年（昭和39年）4月1日 - 美山村が町制施行して美山町となる。同時に美山町立柿野小学校に改称する。
- 1970年（昭和45年）3月 - 美山町西洞地区が集団離村したことにより、西洞分校を廃止。
- 1997年（平成9年）3月31日 - 美山町立乾小学校に統合され廃校。